# La inteligencia artificial y la mejora de la moral
La inteligencia artificial y la mejora moral implican la aplicación de la inteligencia artificial en la mejora del razonamiento moral y la aceleración del progreso moral.

## Razonamiento moral artificial
En lo que respecta al razonamiento moral, se considera que los humanos son procesadores de la información, jueces y agentes morales subóptimos. Debido al estrés o a las limitaciones temporales, las personas no suelen considerar todos los factores relevantes y la información necesaria para realizar juicios morales bien razonados; las personas carecen de coherencia y son propensas a tener sesgos.
Con el auge de la IA, los agentes morales artificiales pueden desempeñar y mejorar el razonamiento moral, superando las limitaciones humanas.

## Teoría del observador ideal
La teoría clásica del observador ideal es una teoría metaética que aborda el significado de las declaraciones morales. Sostiene que una declaración moral es cualquiera en la que un “observador ideal” reaccionaría o respondería de cierta manera. Un observador ideal se define como: 
1. Omnisciente con respecto a los hechos no morales
2. Omniperceptivo
3. Desinteresado
4. Desapasionado
5. Coherente
6. Normal en todos los demás aspectos.

Adam Smith y David Hume propusieron versiones de la teoría del observador ideal, pero fue Roderick Firth quien proporcionó una versión más sofisticada y moderna. En derecho una idea análoga es el criterio de la persona razonable.
Actualmente, los sistemas de IA pueden proporcionar o ayudar con las decisiones morales, indicando lo que moralmente debemos hacer si queremos cumplir con ciertos principios morales. Los sistemas de inteligencia artificial pueden recopilar información de entornos; procesarla utilizando criterios operativos, por ejemplo, criterios morales como valores, metas y principios, así como asesorar a los usuarios sobre la mejor forma moral de actuar.  Estos permiten que los humanos tomen decisiones morales (casi) óptimas que no realizamos o no podemos realizar habitualmente debido a la falta de recursos mentales necesarios o limitaciones de tiempo.
Los asistentes morales artificiales pueden ser comparados y contrastados con observadores ideales.Los observadores ideales poseen omnisciencia y omnipercipiencia en cuanto a los hechos no éticos, mientras que los asistentes morales artificiales sólo necesitarán conocer aquellos hechos moralmente relevantes que se relacionan con una decisión.
Los usuarios pueden configurar y ajustar estos sistemas lo que permite que los sistemas sean relativistas. Los asistentes morales artificiales relativistas pueden ayudar a los humanos a ser mejores jueces morales y podrían respetar su autonomía, ya sea como jueces y agentes morales. Por estas razones y porque los asistentes morales artificiales operarían desinteresados, desapasionados, consistentes, racionales, disposicionales, empíricos y objetivistas relativistas podrían ser preferibles a los observadores ideales absolutistas.

## Mejora exhaustiva versus auxiliar
La mejora exhaustiva se refiere a escenarios en los que la toma de decisiones morales humanas es reemplazada por completo, dejándola totalmente en manos de las máquinas. Algunos defensores consideran que las máquinas poseen una superioridad moral respecto a los seres humanos y actuar conforme a estas indicaciones constituiría un avance moral.
Los defensores de la mejora exhaustiva enumeran cinco problemas principales:  
1. La existencia del pluralismo podría dificultar la obtención de consensos necesarios para construir, configurar, entrenar o informar a los sistemas
2. Si estos consensos se lograran, las personas podrían fallar al construir sistemas eficaces debido a las limitaciones humanas y no humanas
3. Resultando en sistemas no aptos para tomar decisiones morales autónomas
4. El progreso moral podría ser impedido
5. Esto significaría la muerte de moralidad.[5]

La dependencia de los sistemas de inteligencia artificial para realizar el razonamiento moral no sólo afectaría el cultivo de excelencia moral, pero lo debilitaría activamente, exponiendo a las personas al riesgo de desconexión moral, al atrofio de las capacidades humanas y de la manipulación moral por parte de los sistemas y creadores.
La mejora exhaustiva aborda estos problemas y plantea escenarios donde las máquinas complementan o ayudan a la toma de decisiones humanas. Las herramientas diseñadas para la inteligencia artificial ayudan a las personas a aclarar y llevar un seguimiento de sus compromisos morales y contextos mientras proporcionan explicaciones, argumentos y justificaciones para las conclusiones. Sin embargo, los usuarios humanos tendrían la última palabra respecto a la toma de decisiones final.
Los defensores de la moral también apoyan a las tecnologías educativas con relación a la moralidad, así como a las tecnologías que enseñan sobre el razonamiento moral, p.ej. asistentes que utilizan el Método socrático. Puede que la respuesta “correcta” o “más acertada” a una pregunta moral sea el diálogo que aporte “mayor” valor a los usuarios. 

## Pluralismo
Se podría configurar a los agentes morales artificiales para que sean capaces de adoptar los mismos compromisos morales que sus usuarios, lo cual preservaría el pluralismo existente en las sociedades.
Más allá de compartir los compromisos morales de sus usuarios, los agentes morales artificiales podrían emular a filósofos tanto históricos como contemporáneos, además de adoptar e implementar diferentes puntos de vista, escuelas de pensamiento, o tradiciones de sabiduría. Las respuestas producidas a través de equipos compuestos por múltiples agentes morales artificiales podrían derivarse del debate u otros procesos para combinar sus aportaciones individuales.